# Ishikawa Prefectural Museum of Art
Das Ishikawa Prefectural Museum of Art (englisch; japanisch 石川県立美術館 Ishikawa-kenritsu bijutsukan) befindet sich in der Stadt Kanazawa, Präfektur Ishikawa, Japan und zeigt Kunst und Kunsthandwerk mit regionalem Bezug von der Edo-Zeit bis zur Gegenwart. Der Schwerpunkt liegt auf Werken, die von der Maeda-Familie, den Feudalherren des Kaga-Dorfs, gesammelt wurden. Die Museumssammlung umfasst buddhistische Malereien, Samurai-Schwerter, Kaga-Yuzen-Seidenkimonos, Lackarbeiten und alte Kutani-Keramik. Das Museum liegt in der Nähe des Kenroku-en-Parks und bildet einen Teil des kulturellen Zentrums von Kanazawa.

## Geschichte
Der Vorgängerbau des heutigen Museums wurde im Oktober 1959 eröffnet und war eines der ältesten Regionalmuseen Japans. Es grenzte an den Kenrokuen-Garten und wurde sorgfältig gestaltet, um mit der umgebenden Landschaft zu harmonieren. Die Gesamtfläche betrug 2190 Quadratmeter und umfasste fünf Ausstellungsräume. Nach mehreren Umbauten und verschiedenen Ausstellungen wurde es im November 1983 nach 24 Jahren geschlossen, da es nicht mehr in der Lage war, die großen und vielfältigen Veranstaltungen zu beherbergen, die die neuen Ausstellungen verlangten. Die letzte Ausstellung war die 30. japanische Ausstellung für traditionelle Kunst und Kunsthandwerk. Heute wird das Gebäude als Ishikawa Prefectural Museum of Traditional Arts and Crafts genutzt. Die Sammlungen des alten Museums, darunter ein Nationalschatz und vier bedeutende Kulturgüter, wurden dem heutigen Museum übergeben. Sie werden zusammen mit neu erworbenen Kunstwerken in den Dauerausstellungsräumen gezeigt.

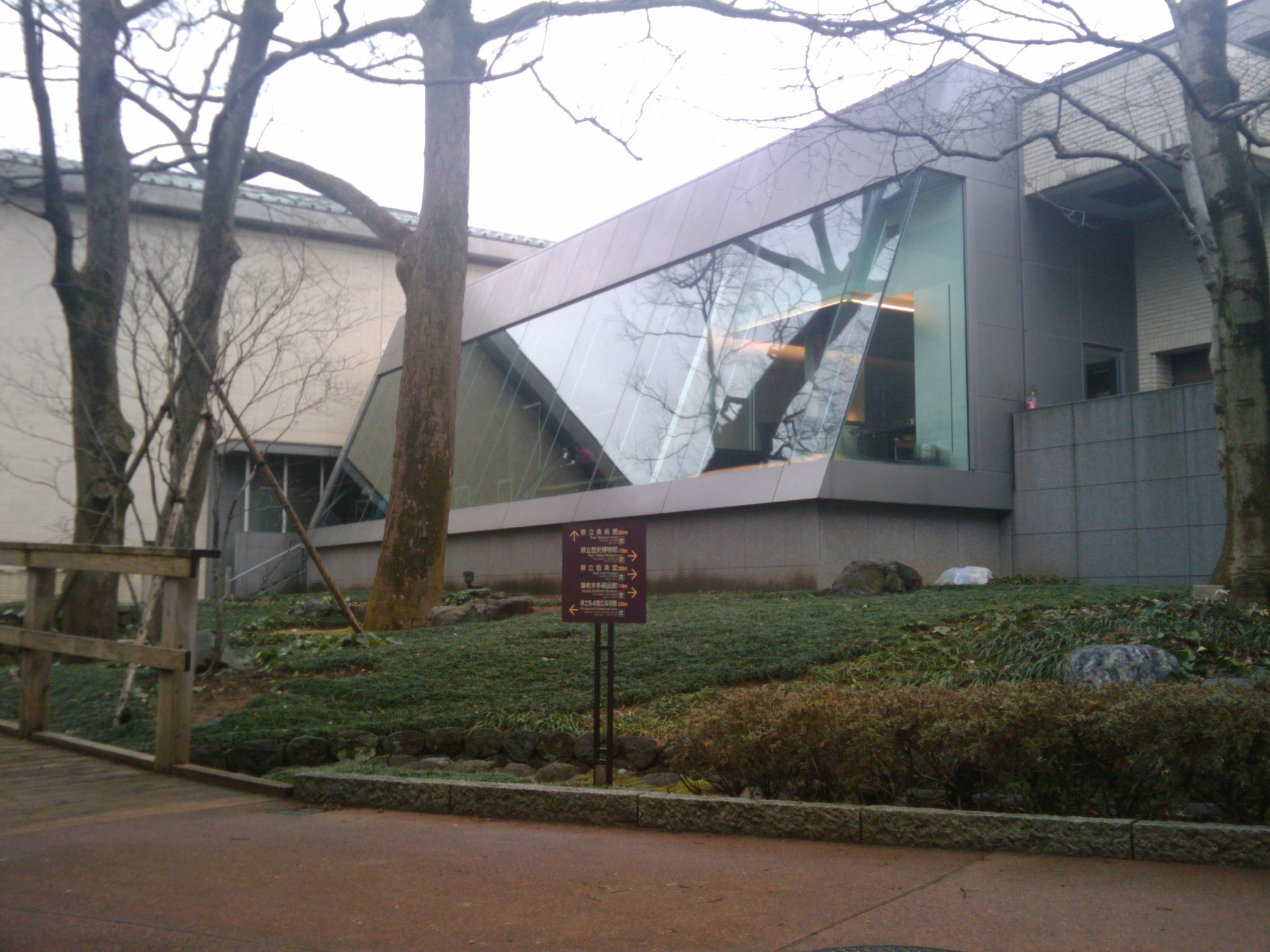
Ishikawa Prefectural Museum of Art (Café)

Um 1965 erlebte die japanische Wirtschaft einen enormen Aufschwung und im Zusammenhang mit der Hundertjahrfeier der Meiji-Restauration wurden in verschiedenen Regionen Museen gebaut. Um 1975 wuchs die Nachfrage nach neuen Museen, die große und vielfältige Ausstellungen im neuen Stil zeigen konnten. Auch die Präfektur Ishikawa beschloss, ein neues Museum mit einer solchen Kapazität zu bauen. Obwohl zunächst ein Vorort als Standort in Betracht gezogen wurde, entschied man sich schließlich für den heutigen Standort, da er sich im kulturellen Zentrum von Kanazawa befindet. Das Museum beherbergt auch das „Ishikawa Cultural Properties Conservation Studio“, das sich auf die Restaurierung historischer Artefakte spezialisiert hat. Besucher können hier Restaurierungsarbeiten beobachten.

## Sammlung und Highlights
Besonders herausragend ist das National Treasure „Räuchergefäß“ in Form eines Fasans, verziert mit Aufglasur-Emaille, geschaffen von Nonomura Ninsei (17. Jahrhundert).  Diese fast lebensgroßen Arbeiten sind eines der wenigen Nationalen Kulturgüter Japans, die dauerhaft ausgestellt werden können, da Email weniger lichtempfindlich ist. 
Einige Highlights der Sammlung wurden vom Kurator des Museums online gestellt: Nationales Kulturerbe / Meisterwerke der Kutani-Kunst / Meisterwerke der Antike / Meisterwerke der Teekunst / Kunsthandwerk / Gemälde / Skulpturen / Werke von Mitgliedern der Japanischen Akademie der Künste (Bildende Kunst) in Ishikawa und bedeutendes immaterielles Kulturerbe in Ishikawa / Werke von Mitgliedern der Japanischen Akademie der Künste (Bildende Kunst) in Ishikawa.